# To Drive the Cold Winter Away
To Drive the Cold Winter Away è il secondo album della cantante canadese Loreena McKennitt, pubblicato nel 1987.

## Tracce
1. In Praise of Christmas – 6:06
2. The Seasons – 4:55
3. The King – 2:04
4. Banquet Hall – 3:53
5. Snow – 5:35
6. Balulalow – 3:09
7. Let Us the Infant Greet – 3:46
8. The Wexford Carol – 6:07
9. The Stockford Carol – 3:02
10. Let all that are to Mirth Inclined – 6:52

L'album è composto da canzoni invernali e natalizie, registrate in diversi luoghi: Annaghmakerrig, nella Contea di Monaghan (Irlanda), nell'abbazia benedettina di Glenstal a Limerick (Irlanda), nella chiesa di Nostra Signora a Guelph, nell'Ontario, in Canada.